# Spiritual (glazba)
Spiritual (ili negro spiritual; slobodni prijevod duhovna glazba ili crnačka duhovna glazba) je naziv za pjesme koje su američki crnci stvorili u doba robovlasništva, te njihove kasnije prerade i aranžmani.

## Povijest
Kada su prvi robovi dovedeni iz Afrike, sa sobom su donijeli i složeni ritam koji se samo može naći tamo. Slušaju kršćansku službu, koja je obavljana na plantažama gdje su pripadali, počeli su dublje shvaćati ono što ih čeka poslije smrti. Njihove prve pjesme bile su najvećim dijelom melankolične. Iz te crnačke duhovne muzike, stigao je blues, jazz, soul, i tek onda gospel. 
Crnačka duhovna glazba dolazi u Europu preko Fisk fakulteta iz Tennesseeja. Oni su putovali sa svojim pjevačima koje su doveli u Europu kako bi pjevali crnačke spirituale.

## Vanjske poveznice
- Spiritualsproject.org
- Historical Notes on African American melodies, including 75 spirituals with downloadable arrangements for solo instrument